# Oblężenie Turynu
Oblężenie Turynu – działania zbrojne wojsk francuskich w Piemoncie w trakcie hiszpańskiej wojny sukcesyjnej. Kolejne etapy oblegania miasta i twierdzy oraz końcowa bitwa pod Turynem składają się na długotrwałą operację turyńską z udziałem wojsk francuskich i austriacko-sabaudzkich w północnej Italii.

## Początkowe etapy działań

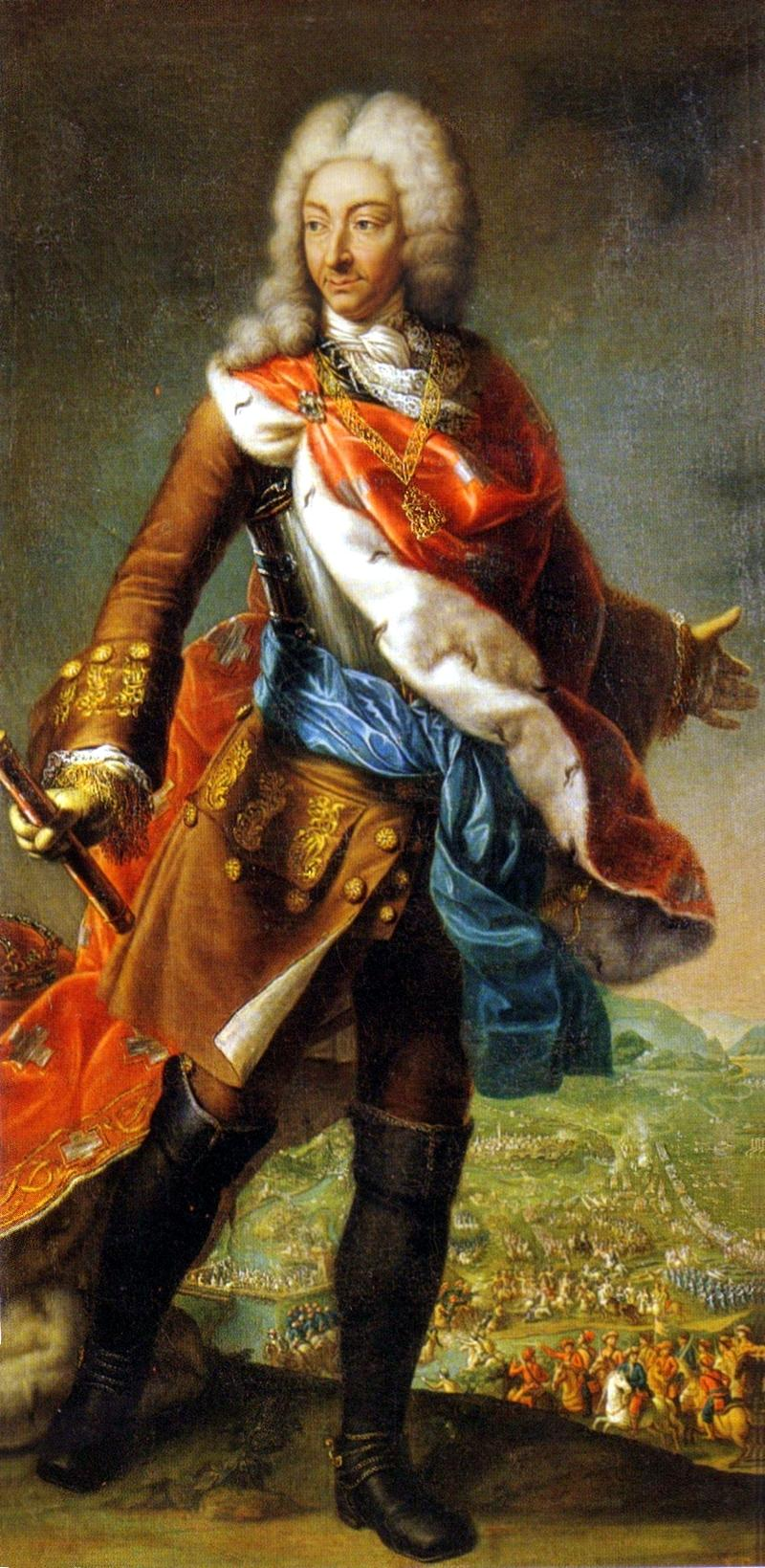
Wiktor Amadeusz podczas oblężenia Turynu (mal. Maria Giovanna Clementi, 1706)

Pierwsze próby opanowania miasta podjęto wkrótce po zajęciu przez wojska francuskie terytorium Księstwa Sabaudii w drugiej połowie 1704 r. Za wstępny warunek uznano zajęcie położonej na północny wschód od Turynu twierdzy Verrua (także dla odcięcia od możliwej odsieczy wojsk cesarskich operujących w Lombardii). Otoczonej 14 października przez wojska marszałka de Vendôme (46 batalionów piechoty i 47 szwadronów jazdy z 48-50 armatami i 13 moździerzami) fortecy broniło 5 tys. Sabaudczyków pod komendą hr. La Roche d'Allery. Silne zgrupowanie francuskie jeszcze w grudniu 1704 odparło oddziały sabaudzkiego księcia usiłujące przyjść oblężonym z pomocą. Prowadzili oni obronę do wiosny 1705, gdy pozostało ich jedynie ok. 1200 i kiedy mając na wyczerpaniu zasoby wody i żywności, wysadzili 3 bastiony wycofując się do cytadeli, a następnie uzyskując od księcia zezwolenie na podjęcie rokowań kapitulacyjnych. Długotrwała i zaciekła obrona fortecy wykazała swe istotne znaczenie dla zaangażowania znacznej części wojsk nieprzyjaciela i dla osłabienia sił Francuzów, którzy w działaniach tych (według ocen sabaudzkich) utracili 12 tys. żołnierzy, w tym 6 generałów, 547 oficerów i 30 inżynierów.     
Wtórne oblężenie było kontynuacją wcześniejszych operacji w Piemoncie prowadzonych przez generała La Feuillade. Po kolejnej kapitulacji obleganego (od czerwca do końca lipca 1705) Chivasso jego 21-tysięczne wojska podeszły pod Turyn w sile 44 batalionów i 53 szwadronów z 60 działami. Swego monarchę zapewniał, że „JKMość może mi uciąć głowę, gdybym nie wziął Turynu”. Miasta broniło wówczas 4 tysiące Austriaków pod komendą hr. von Dauna. Osłabione jednak dotychczasowymi działaniami, wojska Francuzów nie były w stanie podjąć oblężenia na wielką skalę i w połowie października wycofały się na kwatery zimowe. 
Wykorzystując to, zimą książę Wiktor Amadeusz II wzmocnił fortyfikacje miasta i zasilił dowodzony przez von Dauna garnizon 12 batalionami Sabaudczyków (8500), oprócz 1,5 tys. Austriaków i 4,5 tys. członków milicji miejskich. Fortyfikacje miejskie i pięciokątna cytadela dysponowały też artylerią złożoną z niemal 200 armat i prawie 50 moździerzy, pozostającą pod komendą hr. Solaro. 

## Generalne oblężenie

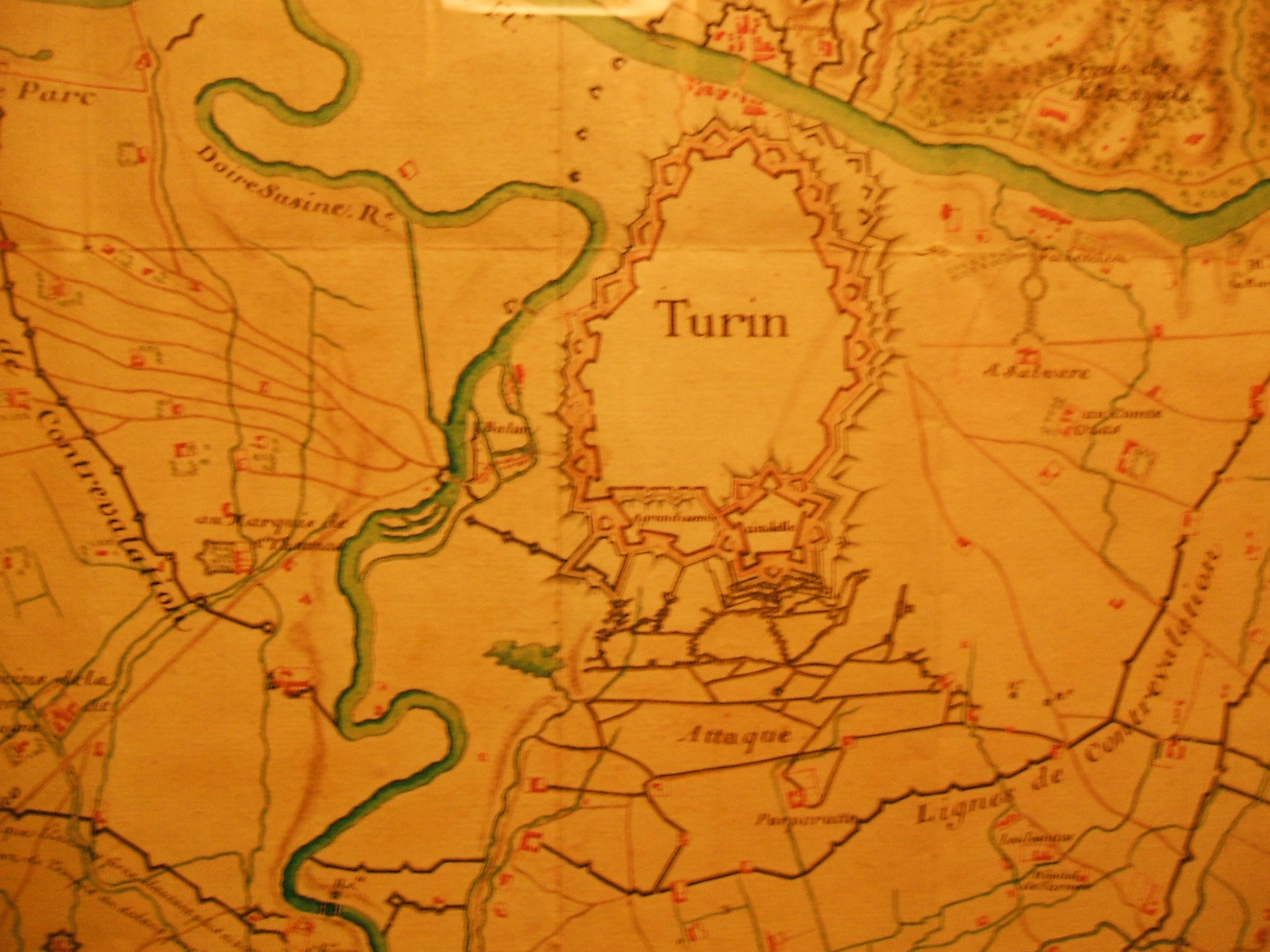
Francuski plan oblężenia Turynu z 1706 r.

W marcu 1706 La Feuillade przystąpił do oblężenia, lecz zamiast otoczenia Turynu fortyfikacjami według założeń de Vaubana, ograniczył się do jego blokady z utworzeniem linii cyrkumwalacyjnych i koncentrując się na zdobyciu cytadeli. Tymczasem udaremniona została pierwsza próba odsieczy ze strony wojsk cesarskich po porażce korpusu Reventlowa pokonanego przez Francuzów pod Calcinato. 
Oblegający Turyn od 14 maja Francuzi dysponowali siłą 40-44 tys. ludzi, mając 100-128 armat i 50-60 moździerzy. 3 czerwca rozpoczęto artyleryjskie bombardowanie; w jego trakcie wystrzelano do 8 tysięcy pocisków dziennie. Miasto opuściła rodzina książęca; 17 czerwca z Turynu wyszedł na czele 8-tysięcznej kawalerii sam Wiktor Amadeusz i podjął w okolicy działania dywersyjne angażujące 13 batalionów nieprzyjaciela. W czerwcu też odwołany został do Flandrii francuski głównodowodzący marszałek de Vendôme i zastąpiony mniej zdolnym Filipem Orleańskim.
Zgodnie z zasadami oblężniczymi epoki, niezwykle istotne znaczenie miały prace minerskie prowadzone po obu stronach. 8 lipca oblężeni zdetonowali potężną minę, która zniszczyła kilka baterii i zadała poważne straty 3 batalionom grenadierów francuskich. Wysadzenie miny 18 sierpnia spowodowało zniszczenie baterii 12 dział nieprzyjaciela. 26 lipca z kolei wysadzili minę oblegający i przypuścili atak na zewnętrzne umocnienia cytadeli, zajmując je częściowo, lecz zostali wyparci kontratakiem grenadierów sabaudzkich. Kolejny nagły atak nocny nieprzyjaciela 29 sierpnia udaremniony został dzięki poświęceniu sabaudzkiego żołnierza Pietro Micca, który zginął wysadzając zaminowane przejście w podziemnych galeriach twierdzy i niwecząc próbę wdarcia się do cytadeli. Obrońcy odparli także ponowiony 30 sierpnia szturm 5 tysięcy grenadierów (30 kompanii), zadając przeciwnikowi wielkie straty, jak również trzeci wielki szturm 4 września, lecz zaczynali odczuwać brak amunicji, a także zapasów żywności. Jedyną możliwość odsieczy stwarzały zbliżające się wojska cesarsko-sabaudzkie pod wodzą księcia Eugeniusza Sabaudzkiego i Wiktora Amadeusza II. Zwycięstwo odniesione przez nich w stoczonej 7 września pod Turynem bitwie zarazem zdjęło z miasta trwające przez 117 dni oblężenie.

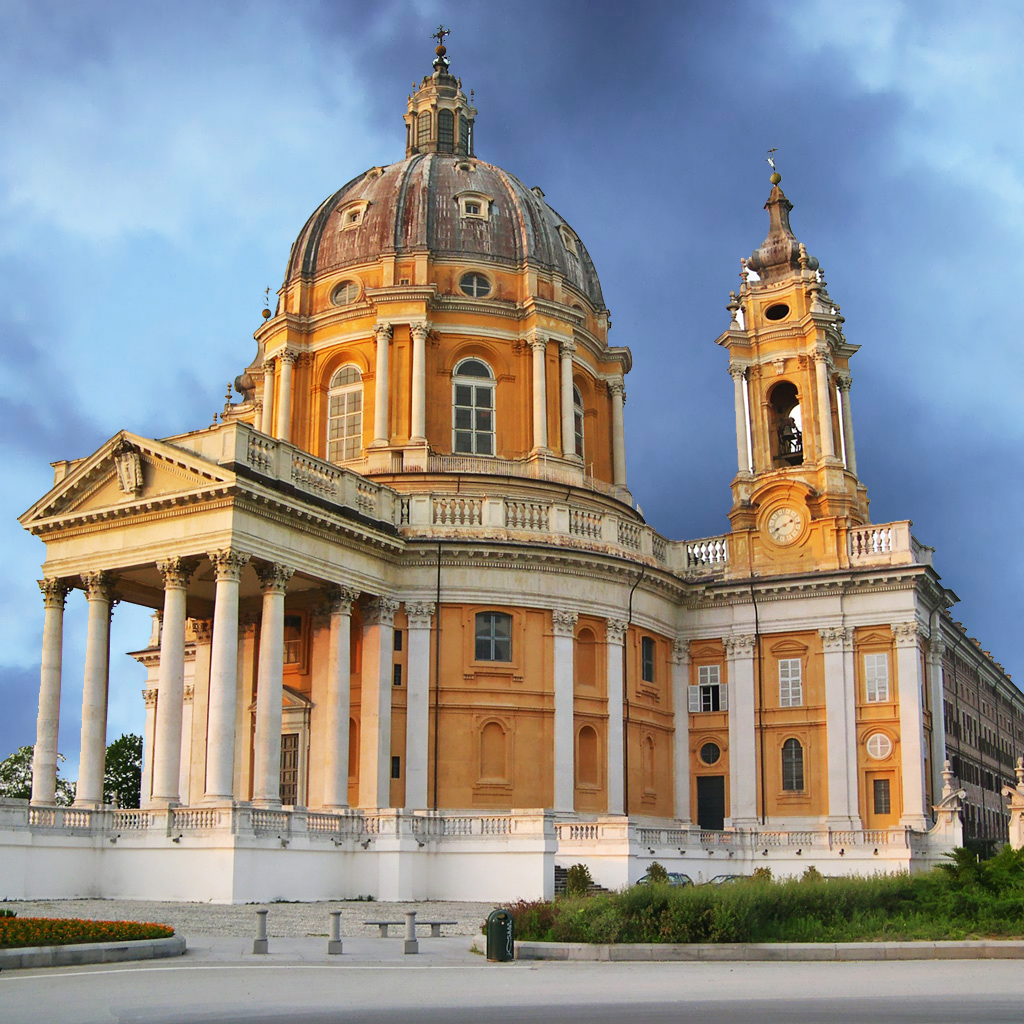
Dziękczynna bazylika z przyległym klasztorem (po prawej)

W następstwie przedbitewnego ślubowania złożonego przez Wiktora Amadeusza i dla upamiętnienia zwycięstwa wzniesiono pod Turynem bazylikę Najświętszej Marii Panny (znaną lepiej jako kościół pielgrzymkowy La Superga), będącą później tradycyjnym miejscem pochówku władców Sabaudii-Piemontu.